# یخچال طبیعی پریتو مورنو

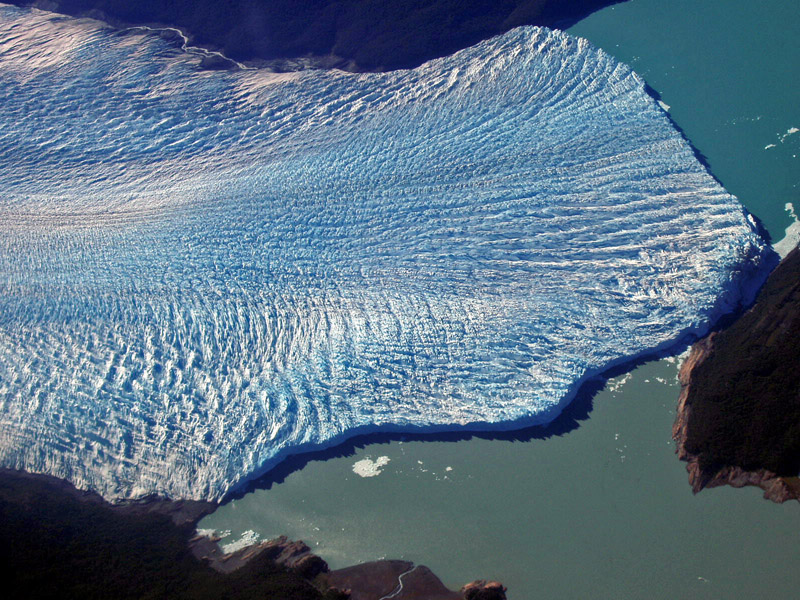
تصویر هوایی از یخچال پریتو مورنو در سال ۲۰۰۴.

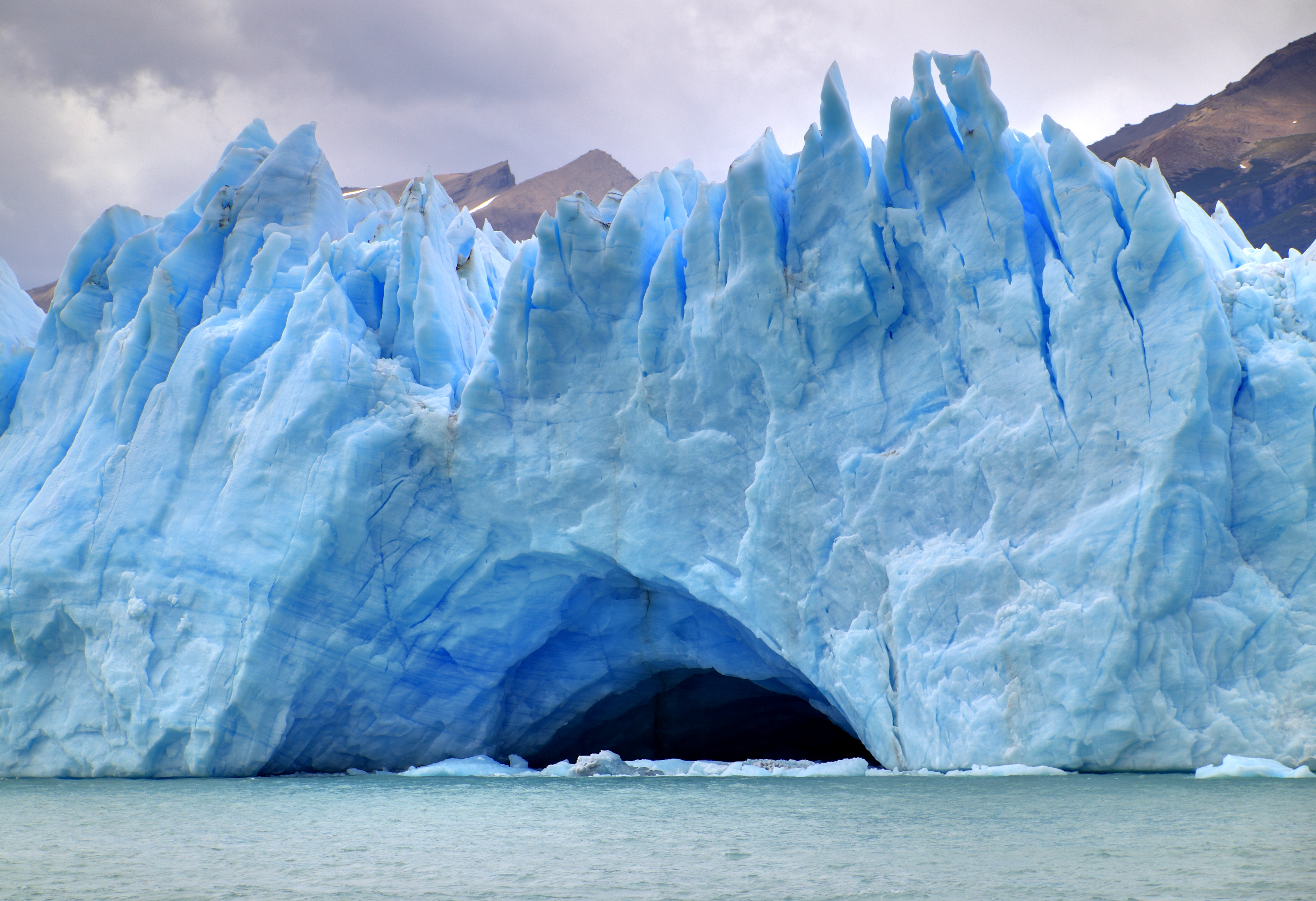
غار یخچالی واقع در شمالی‌ترین بخش یخچال.

یخچال طبیعی پریتو مورنو یخچالی طبیعی است که در پارک ملی لوس گلاسیارس در ایالت سانتاکروز کشور آرژانتین قرار دارد. این منطقه یکی از مناطق عمده جذب گردشگر در پاتاگونیای آرژانتین است.
با رشد و تشکیل ۲۵۰ کیلومتر مربع یخ به طول ۳۰ کیلومتر، این یخچال یکی از ۴۸ یخچالی است که از منطقه یخی پاتاگونیای جنوبی تغذیه می‌شود که در رشته کوه آند قرار دارد و با کشور شیلی مشترک است. این منطقهٔ یخی، سومین ذخیرهٔ بزرگ آب شیرین جهان است. این یخچال طبیعی ۴۸ کیلومتر با شهر ال‌کالافاته فاصله دارد و نامش را از فرانسیسکو مورنو گرفته‌است؛ کسی که در قرن نوزدهم میلادی پیشگام مطالعه روی بوم و سرزمین آرژانتین بود و نقش موثری در دفاع از قلمرو آرژانتین در مناقشهٔ این کشور با شیلی بر سر خط مرزی دو کشور بازی کرد.

## وضعیت یخچال
این یخچال یکی از سه یخچال منطقهٔ پاتاگونیاست که در حال رشد است. علت این پدیده به تشخیص یخ‌رودشناسان بستگی دارد.
نقطهٔ انتهایی این یخچال ۵ کیلومتر پهنا دارد و متوسط ارتفاع‌اش ۷۴ متر از سطح دریاچه آرخنتینو است.

## از هم گسیختگی

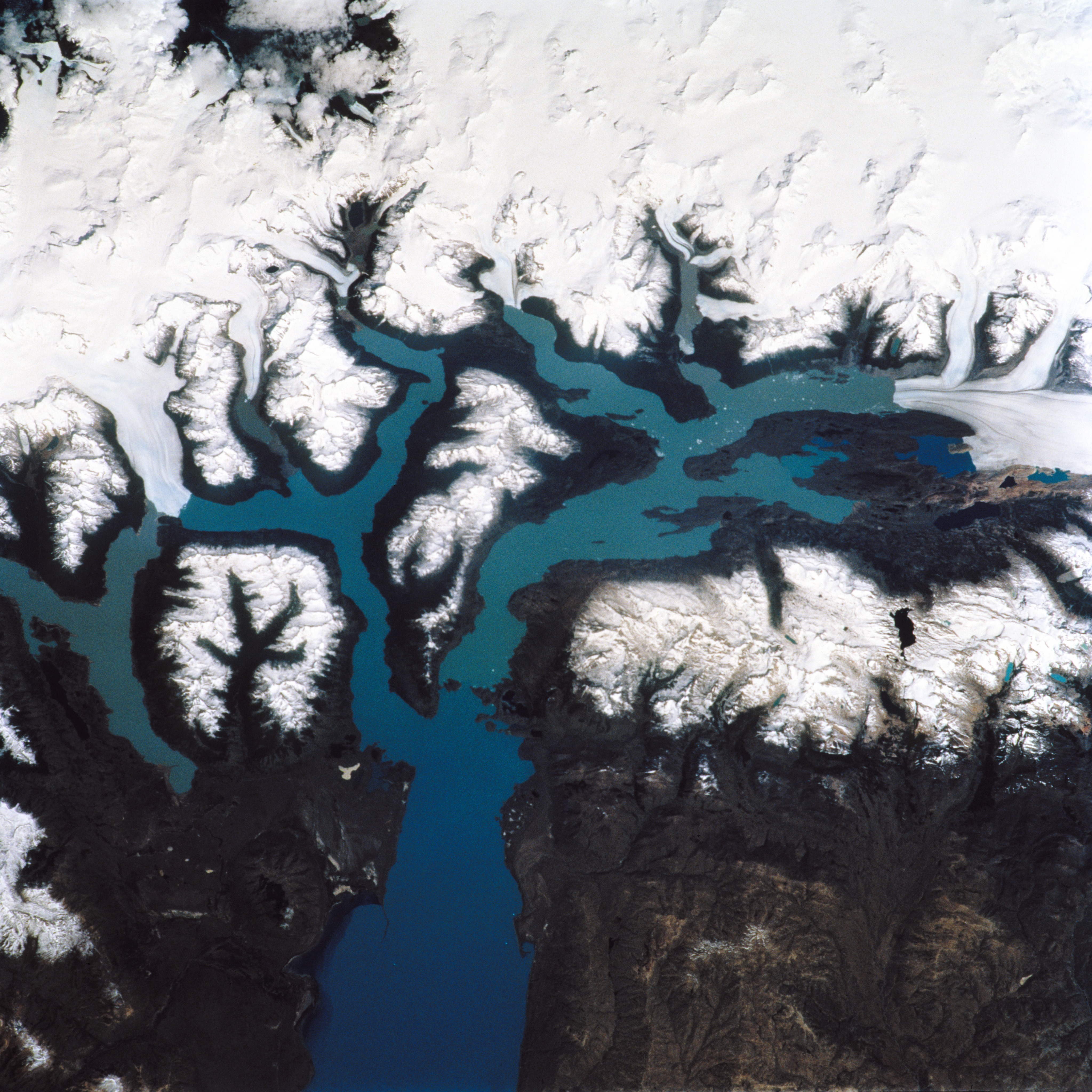
تصویر فضایی از دریاچه آرخنتینو که توسط خدمهٔ فضاپیمای اندور در سال ۲۰۰۱ گرفته شده‌است.

فشار سنگینی یخ به تدریج پخچال را به سمت بازوی جنوبی دریاچه آرخنتینو (برازو ریکو) می‌راند و با سد شدن راهش، آن بخش از باقی دریاچه جدا می‌شود. چون راه خروجی برای آب وجود ندارد، سطح آب این بازو گاهی تا ۳۰ متر بالاتر از سطح اصلی دریاچه می‌رسد. به صورت منظم، فشار با ارتفاع آب محصور شده، بالا می‌رود و شکاف‌ها در طول یخ، باعث به وجود آمدن ازهم‌گسیختگی یخ‌ها شده و با فروریختن یخ‌ها در آب، آب اضافه از بازوی برازو ریکو سرریز کرده و به حوضچهٔ اصلی دریاچه می‌ریزد. با خارج شدن آب از برازو ریکو، خط نشان‌دهندهٔ سطح پیشین آب، نمایان می‌شود. این چرخه به صورت طبیعی یکبار در سال یا در کم‌ترین تکرار خود، یک‌بار در هر ده سال، تکرار می‌شود. آخرین ازهم‌گسیختگی در ژانویهٔ ۲۰۱۳ اتفاق افتاده است و پیش از آن، در سال‌های ۲۰۱۲، ۲۰۰۸، ۲۰۰۶، ۲۰۰۴، ۱۹۸۸، ۱۹۸۶، ۱۹۸۰، ۱۹۷۷، ۱۹۷۵، ۱۹۷۲، ۱۹۷۰، ۱۹۶۶، ۱۹۶۳، ۱۹۶۰، ۱۹۵۶، ۱۹۵۳، ۱۹۵۲، ۱۹۴۷، ۱۹۴۰، ۱۹۳۴ و ۱۹۱۷ رخ داده است. به صورت میانگین این ازهم‌گسیختگی‌ها هر چهار یا پنج سال راه ارتباطی برازو ریکو به دریاچهٔ اصلی را سد می‌کنند. ارتفاع آب در این مواقع تا ۵٫۶ متر افزایش می‌یابد.

## گردشگری
پریتو مورنو با توجه به اندازه و در دسترس بودن‌اش، یکی از بزرگ‌ترین مناطق جذب گردشگر در پاتاگونیای جنوبی است. این یخچال از نزدیک‌ترین شهر، ال‌کالافاته، با اتوبوس دو ساعت فاصله دارد و بسیاری از تورهای گردشگری، بازدیدهای روزانه برگزار می‌کنند. قرار گرفتن مرکز بزرگی برای بازدیدکنندگان در کنار یخچال و محل مناسبی برای پیاده‌روی در کنار آن، امکان بازدید از پهنهٔ جنوبی و نمای شرقی پخچال را ر سال‌های اخیر امکان‌پذیر کرده‌است به‌طوری‌که تورهای مخصوص یخ‌پیمایی محبوبیت زیادی یافته‌اند. دو برنامهٔ گردشی معمول در این مکان عبارتند از یخ‌پیمایی کوتاه که شامل یک پیاده‌روی یک‌ساعته تا یک و نیم ساعته روی یخ است و یخ‌پیمایی طولانی که اغلب پنج ساعت به طول می‌انجامد. برگزارکنندگان تور به مشتریان‌شان کفش‌های مخصوص یخ‌پیمایی (یخ‌شکن) نیز ارائه می‌کنند.